# Nealcidion hylaeanum
Nealcidion hylaeanum är en skalbaggsart som först beskrevs av Monné och Martins 1976.  Nealcidion hylaeanum ingår i släktet Nealcidion och familjen långhorningar. Inga underarter finns listade i Catalogue of Life.